# Euscelis lineolata
Euscelis lineolata är en insektsart som beskrevs av Gaspard Auguste Brullé 1832. Euscelis lineolata ingår i släktet Euscelis och familjen dvärgstritar. Inga underarter finns listade i Catalogue of Life.